# Ernst August von Hannover (1954)
Ernst August của Hannover (sinh 26 tháng 2 năm 1954 tại Hannover), nguyên tên đầy đủ trong tiếng Đức: Ernst August Albert Paul Otto Rupprecht Oskar Berthold Friedrich-Ferdinand Christian-Ludwig Prinz von Hannover Herzog zu Braunschweig und Lüneburg Königlicher Prinz von Großbritannien und Irland;, là một hậu duệ quý tộc Đức, Áo và Anh. Thuộc dòng dõi hoàng tộc châu Âu, là cháu chắt của hoàng đế Wilhelm II của Đức và là con cháu lớn tuổi thứ hai của vua George III của Anh, ông hiện thời là tông chủ của vương tộc Hannover và vương tộc Braunschweig.

## Tiểu sử
Ernst August là con trai cả trong số 6 người con của vương thân Ernst August Prinz von Hannover, Herzog zu Braunschweig und Lüneburg (1914–1987) và hôn thê Ortrud Prinzessin zu Schleswig-Holstein-Sonderburg-Glücksburg (1925–1980). Chị em ông là:
- Marie Viktoria Luise Hertha Friederike (* 1952) ∞ 1982 Michael Bá tước Hochberg
- Ludwig Rudolph (* 28. November 1955; † 28. November 1988) ∞ 4. Oktober 1987 Isabella Nữ bá tướcThurn und Valsassina (* 1962; † 1988)[1]
- Olga Sophie Charlotte Anna (* 1958)
- Alexandra Irene Margitha Elisabeth Bathildis (* 1959) ∞ 1981 Andreas Vương công Leiningen
- Heinrich Julius (* 1961) ∞ 1999 Thyra von Westernhagen

Sau khi học nghề để trở thành nông gia tại Anh và Canada, ông đã làm việc thành công như là một doanh nhân và nhà sản xuất phim tài liệu và về loài vật.

Năm 1981 ông cưới bà Chantal Hochuli (* 2. Juni 1955 in Zürich), người Thụy Sĩ, cả hai cùng có hai người con trai: Ernst August (* 19. tháng 7 năm 1983 tại Hildesheim) và Christian Heinrich (* 1. tháng 6 năm 1985). Hai người ly dị vào năm 1997 tại Luân Đôn lý do ngoại tình với một người đàn bà khác.
Vào ngày 23 tháng 1 năm 1999 ông làm đám cưới với Caroline của Monaco của nhà Grimaldi, cả hai cùng có một người con gái, Alexandra Charlotte (* 20 tháng 7 năm 1999 tại Vöcklabruck).
2004 Ernst August đã trao tài sản đất đai và rừng của nhà Hannover ở Đức và Áo, trong đó có lâu đài Marienburg và bảo tàng viện Herrenhausen ở Hannover, cũng như chỗ ở của gia đình trong thời gian di tản, lâu đài Cumberland cho con trai ông Ernst August (* 1983), mà từ 2012 đã cai quản và cũng đã đóng vai trò đại diện cho nhà Welfen.